# Skeet för herrar i skytte vid olympiska sommarspelen 2024
Herrarnas skeet vid olympiska sommarspelen 2024 ägde rum den 2 och 3 augusti 2024 på Centre national de tir sportif i Châteauroux i Frankrike.

## Medaljörer
| Gren  | Guld                | Guld                | Silver            | Silver            | Brons                          | Brons                          |
| ----- | ------------------- | ------------------- | ----------------- | ----------------- | ------------------------------ | ------------------------------ |
| Skeet | Vincent Hancock USA | Vincent Hancock USA | Conner Prince USA | Conner Prince USA | Lee Meng-yuan Kinesiska Taipei | Lee Meng-yuan Kinesiska Taipei |

## Rekord
Före tävlingarna gällde dessa rekord:
| Kvalrekord       | Kvalrekord              | Kvalrekord | Kvalrekord   | Kvalrekord   |
| ---------------- | ----------------------- | ---------- | ------------ | ------------ |
| Världsrekord     | Valerio Luchini (ITA)   | 125        | Peking, Kina | 9 juli 2014  |
| Olympiskt rekord | Tammaro Cassandro (ITA) | 124        | Tokyo, Japan | 26 juli 2021 |

## Program
Alla tider är UTC+2.
| Datum                                       | Tid   | Omgång |
| ------------------------------------------- | ----- | ------ |
| Fredag 2 augusti 2024 Lördag 3 augusti 2024 | 9:30  | Kval   |
| Lördag 3 augusti 2024                       | 15:30 | Final  |

## Resultat

### Kval
| Placering | Idrottare                | Nation           | 1  | 2  | 3  | 4  | 5  | Totalt | Shoot-off | Noteringar |
| --------- | ------------------------ | ---------------- | -- | -- | -- | -- | -- | ------ | --------- | ---------- |
| 1         | Conner Prince            | USA              | 24 | 25 | 25 | 25 | 25 | 124    | +12       | 0Q0, EQOR  |
| 2         | Tammaro Cassandro        | Italien          | 25 | 25 | 24 | 25 | 25 | 124    | +11       | 0Q0, EQOR  |
| 3         | Lee Meng-yuan            | Kinesiska Taipei | 25 | 24 | 25 | 25 | 25 | 124    | +7        | 0Q0, EQOR  |
| 4         | Vincent Hancock          | USA              | 25 | 25 | 25 | 24 | 24 | 123    |           | 0Q0        |
| 5         | Stefan Nilsson           | Sverige          | 24 | 24 | 24 | 25 | 25 | 122    | +6        | 0Q0        |
| 6         | Nicolás Pacheco          | Peru             | 25 | 25 | 23 | 24 | 25 | 122    | +5        | 0Q0        |
| 7         | Gabriele Rossetti        | Italien          | 22 | 25 | 25 | 25 | 25 | 122    | +3        |            |
| 8         | Sven Korte               | Tyskland         | 25 | 23 | 25 | 24 | 25 | 122    | +1        |            |
| 9         | Éric Delaunay            | Frankrike        | 25 | 24 | 25 | 23 | 25 | 122    | +1        |            |
| 10        | Azmy Mehelba             | Egypten          | 24 | 25 | 22 | 25 | 25 | 121    |           |            |
| 11        | Efthimios Mitas          | Grekland         | 25 | 24 | 24 | 24 | 24 | 121    |           | CB: 15     |
| 12        | Jakub Tomeček            | Tjeckien         | 25 | 24 | 24 | 24 | 24 | 121    |           | CB: 14     |
| 13        | Mohammad Al-Daihani      | Kuwait           | 24 | 24 | 22 | 25 | 25 | 120    |           |            |
| 14        | Jesper Hansen            | Danmark          | 22 | 23 | 25 | 24 | 25 | 119    |           |            |
| 15        | Rashid Saleh Hamad       | Qatar            | 24 | 22 | 23 | 24 | 25 | 118    |           |            |
| 16        | Kim Min-su               | Sydkorea         | 25 | 22 | 23 | 24 | 24 | 118    |           |            |
| 17        | Lyu Jianlin              | Kina             | 24 | 23 | 24 | 23 | 24 | 118    |           |            |
| 18        | Marcus Svensson          | Sverige          | 24 | 25 | 22 | 23 | 24 | 118    |           |            |
| 19        | Charalambos Chalkiadakis | Grekland         | 25 | 23 | 24 | 23 | 23 | 118    |           |            |
| 20        | Eetu Kallioinen          | Finland          | 23 | 22 | 23 | 24 | 25 | 117    |           |            |
| 21        | Sebastián Bermúdez       | Guatemala        | 23 | 25 | 21 | 25 | 23 | 117    |           |            |
| 22        | Erik Watndal             | Norge            | 25 | 25 | 22 | 22 | 23 | 117    |           |            |
| 23        | Hákon Svavarsson         | Island           | 23 | 23 | 23 | 22 | 25 | 116    |           |            |
| 24        | Anantjeet Singh Naruka   | Indien           | 23 | 22 | 23 | 24 | 24 | 116    |           |            |
| 25        | Joshua Bell              | Australien       | 24 | 23 | 23 | 24 | 22 | 116    |           |            |
| 26        | Eduard Yechshenko        | Kazakstan        | 21 | 23 | 22 | 24 | 25 | 115    |           |            |
| 27        | Federico Gil             | Argentina        | 24 | 21 | 24 | 23 | 23 | 115    |           |            |
| 28        | Peeter Jürisson          | Estland          | 24 | 20 | 22 | 23 | 24 | 113    |           |            |
| 29        | Omar Ibrahim             | Egypten          | 22 | 20 | 20 | 22 | 22 | 106    |           |            |
| 30        | Jorge Antonio Salhe      | Palestina        | 22 | 23 | 18 | 17 | 20 | 100    |           |            |

### Final
| Placering | Idrottare               | Serie | Serie | Serie | Serie | Serie | Noteringar |
| Placering | Idrottare               | 1     | 2     | 3     | 4     | 5     | Noteringar |
| --------- | ----------------------- | ----- | ----- | ----- | ----- | ----- | ---------- |
| 1         | Vincent Hancock (USA)   | 20    | 29    | 38    | 48    | 58    |            |
| 2         | Conner Prince (USA)     | 19    | 29    | 39    | 48    | 57    |            |
| 3         | Lee Meng-yuan (TPE)     | 19    | 29    | 37    | 45    |       |            |
| 4         | Tammaro Cassandro (ITA) | 19    | 29    | 36    |       |       |            |
| 5         | Stefan Nilsson (SWE)    | 18    | 27    |       |       |       |            |
| 6         | Nicolás Pacheco (PER)   | 17    |       |       |       |       |            |